# Kaleko Urdangak
Kaleko Urdanga és un grup basc de música oi! creat a Bergara l'any 2011.

## Membres
- Remen: veu
- Biru: guitarra
- Moto: baix
- Ekaitz: bateria

## Discografia
- Eman Bai! (EP, 2012, Skizo Records)
- Kaleko Urdangak (EP, 2018, Tough Ain't Enough)
- Biolentzia 1984 (EP, 2018, Tough Ain't Enough)
- Kaleko Urdangak & 4 Anai (compartit, 2018, No Turning Back Records)
- Nortasuna (2018, Though Ain't Enough)[2]
- Kaleko Urdangak & Vis Vires (compartit, 2019, Though Ain't Enough)
- Kaleak Sutan (EP, 2020, Though Ain't Enough)
- Bizirik (2021, Tough Ain't Enough)[3]